# Joaquín Espalter y Rull
Joaquín Espalter y Rull (Sitges, 30 de septiembre de 1809-Madrid 16 de enero de 1880) fue un pintor español del siglo XIX, autor de numerosos cuadros históricos.

## Biografía
Era hijo del comerciante Francisco Espalter y Tolrá y de Rosa Rull y Camarasa. Su nacimiento en Sitges fue del todo casual, ya que sus padres eran de Barcelona pero se habían establecido temporalmente en Sitges huyendo de la Guerra de la Independencia. Cuando volvió la familia a Barcelona estudió en los escolapios de San Antonio y después fue enviado a Montpellier, donde realizó estudios comerciales (1822). Entre 1823 y 1828 residió en Barcelona y se dedicó plenamente a la pintura.

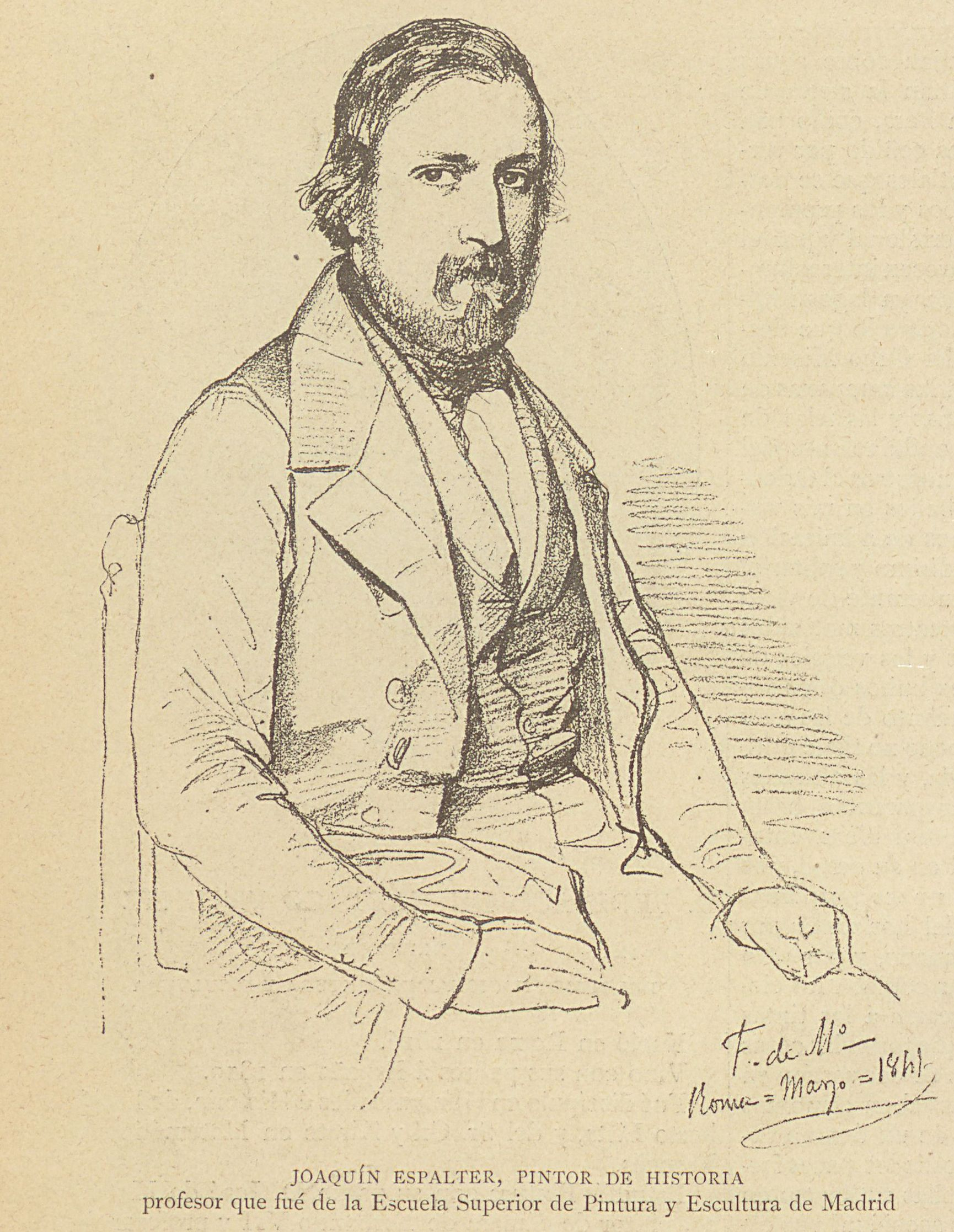
Retrato de Espalter en Roma, obra de Federico Madrazo.

Después de una breve estancia en la Escuela de Nobles Artes de Marsella, a finales de 1829 se trasladó a París y fue discípulo de Antoine-Jean Gros, de quien aprendió la técnica del color; a partir de 1833 se estableció en Roma, donde formó parte del grupo de los nazarenos catalanes, junto a Pau Milà i Fontanals, Claudio Lorenzale y Pelegrín Clavé (el contacto con el nazarenismo tuvo lugar a través de Tommaso Minardi). Admirador de Fra Angélico y de Giotto, de los cuales copió varias obras, durante su estancia en Italia visitó Toscana y los Estados Pontificios, y en 1839 participó en la Exposición de Bellas Artes de Florencia, donde presentó las telas Dante y Virgilio y Melancolía de un corazón joven.
En 1842 fijó su residencia en Madrid y al año siguiente le nombraron académico de San Fernando. Posteriormente fue nombrado pintor honorario (1846), pintor de cámara de Isabel II y profesor de dibujo de la Escuela Superior de Pintura, Escultura y Grabado (1860). Por otro lado, fue socio honorario de la Academia de Bellas Artes de Milán, corresponsal del Instituto Nacional de Bellas Artes de Venezuela, y a partir de 1872 ostentó el título de la Gran Cruz de Isabel la Católica.
Fundador, junto con Federico de Madrazo y Eugenio Ochoa, de la revista artística El Renacimiento (1847), que tuvo una vida efímera, participó en la Exposición Universal de París de 1855 y en las nacionales de Bellas Artes de Madrid de los años 1871, 1876 y 1878 (en las dos últimas fue, además, vocal del jurado).
A pesar de que fue un pintor variado en cuanto a temas, el prestigio adquirido por Espalter en vida fue debido a sus pinturas murales; actualmente también se le valora como retratista. En Madrid destacan las decoraciones hechas para el Teatro Español (1848), el techo de la Universidad Central (1853-1858) —donde realizó diez figuras alegóricas, nueve retratos de fundadores y veinte de personajes célebres, además de los retratos de Isabel II y la Católica— y las del Palacio de las Cortes. En Navarra colaboró en la ornamentación del Salón del Trono del Palacio de la Diputación, en el cual pintó un mural La proclamación del primer rey de Navarra y veinte retratos de la galería real (1864-1865).
Como retratista, fue uno de los pintores preferidos de la emergente burguesía decimonónica, por el modo como supo plasmar de una manera verídica, sin estridencias, el estilo que puede definirse como prerrealista, no romántico. 
Entre sus retratos más conocidos figuran el de Octavio Carbonel (1842) y su propia mujer (1852), y el de los esposos Muntades (1856), todos en el Museo Nacional de Arte de Cataluña en Barcelona, el de Buenaventura Carlos Aribau (1844, Lonja de Barcelona), y el de la familia de Jorge Flaquer (1845, Museo del Romanticismo). También tiene obra en los museos provinciales de Gerona y Santa Cruz de Tenerife, Museo Maricel de Sitges y en la Biblioteca Museo Víctor Balaguer de Villanueva y Geltrú.
Murió en Madrid el 16 de enero de 1880, a los setenta años de edad.

## Galería

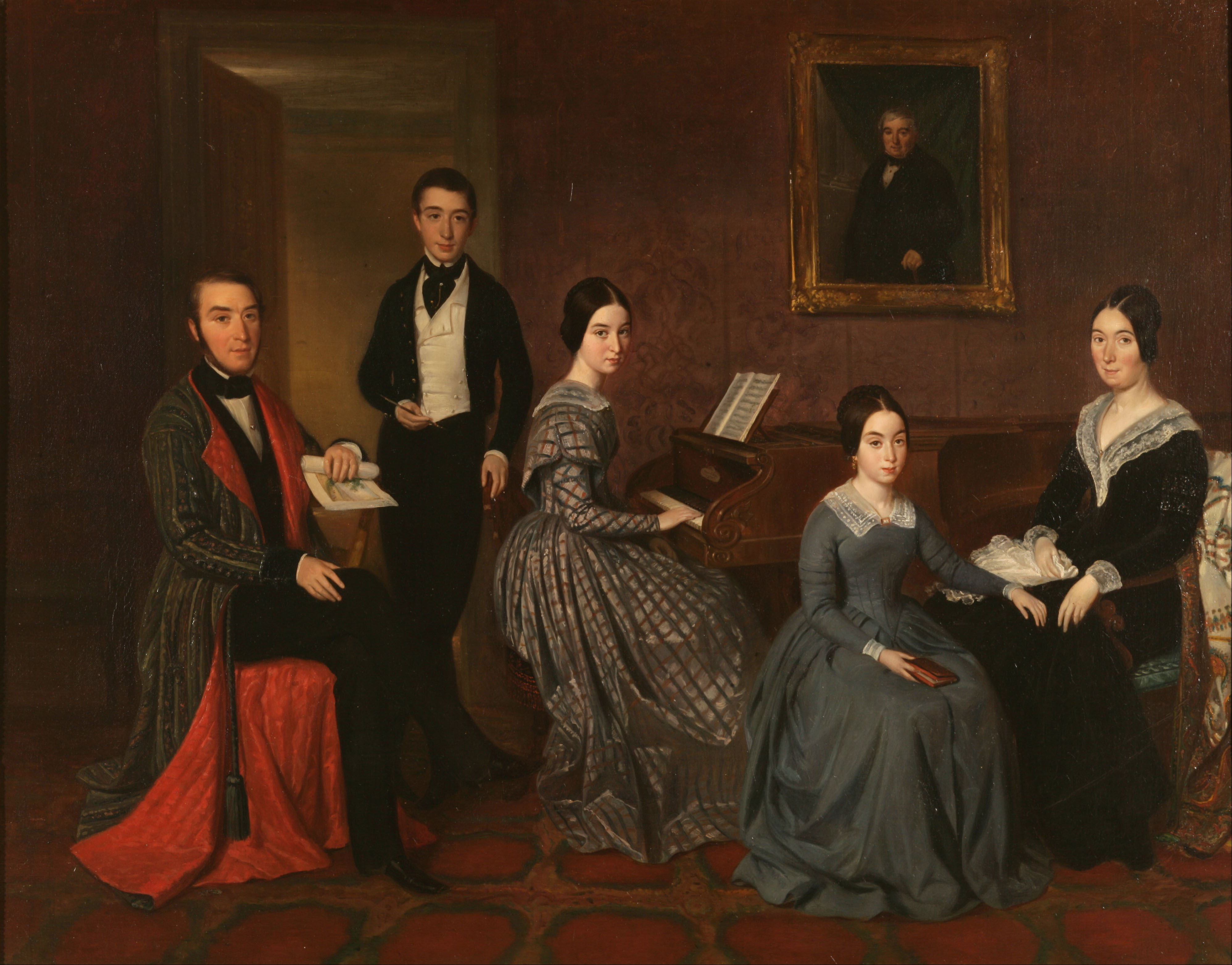
La familia de Jorge Flaquer, 1842-45. Museo del Romanticismo, Madrid.
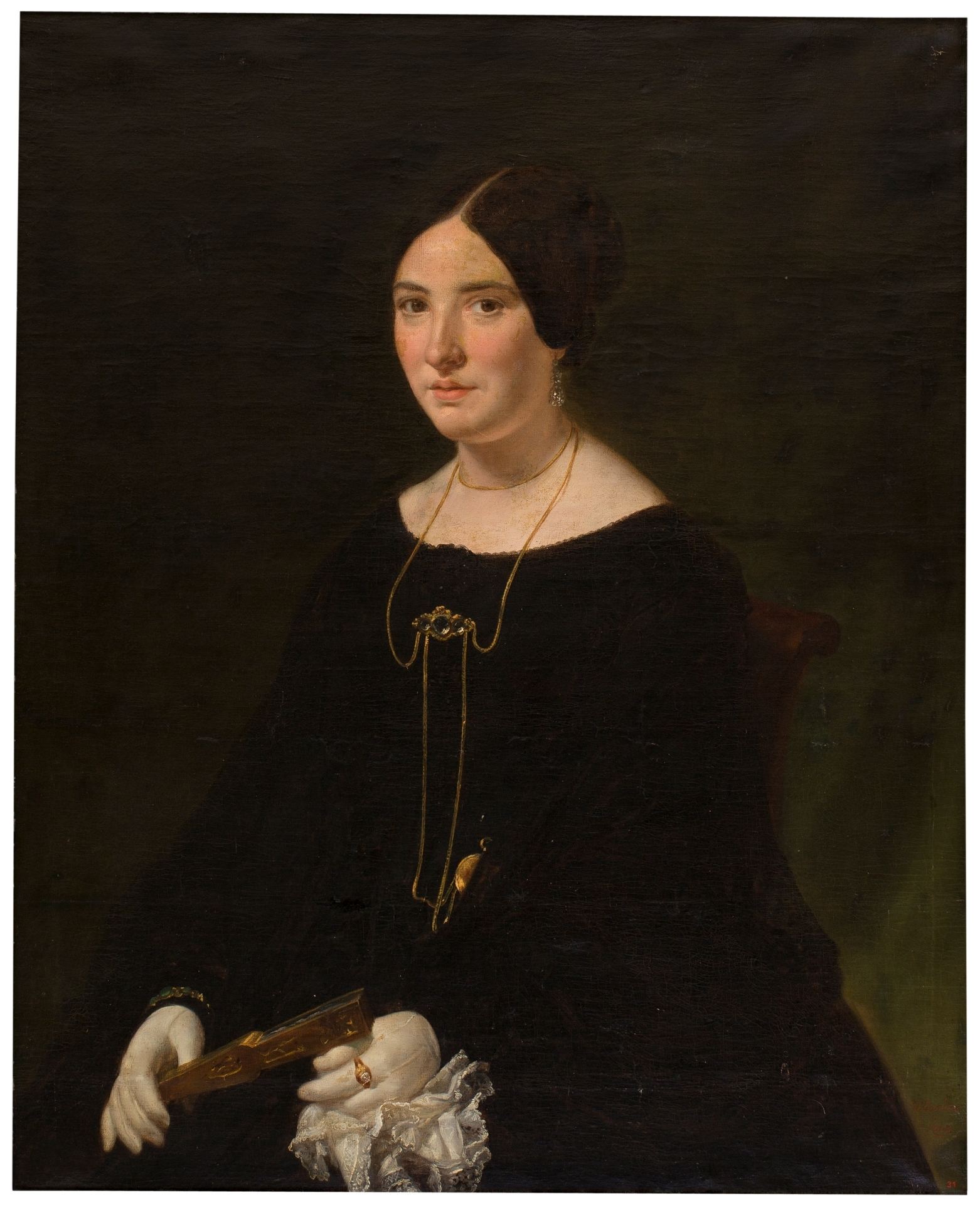
Retrato de mujer, 1846. Museo Maricel,  Sitges, Barcelona (depósito del Museo del Prado).
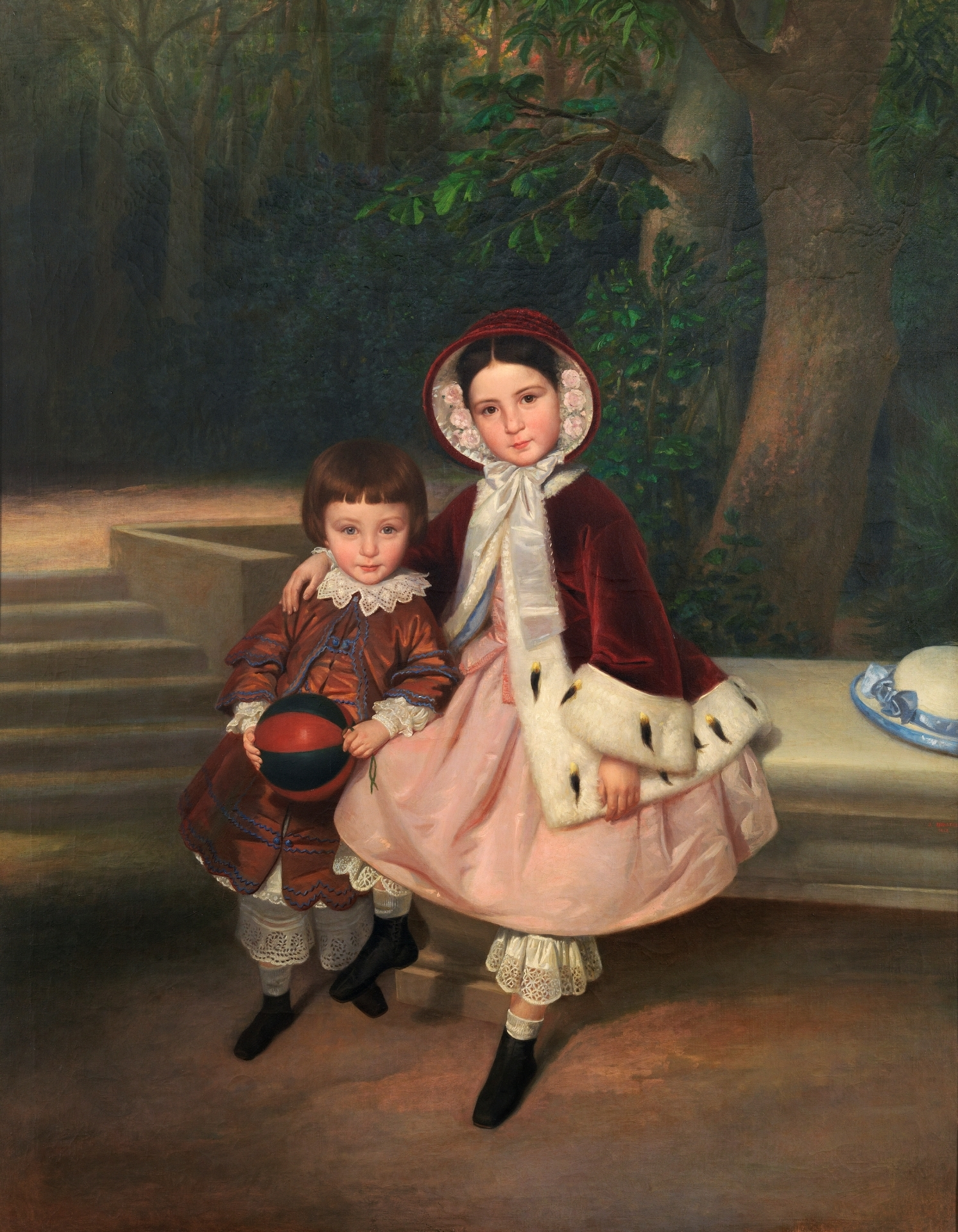
Manuel y Matilde Álvarez Amorós, 1853. Museo del Prado.
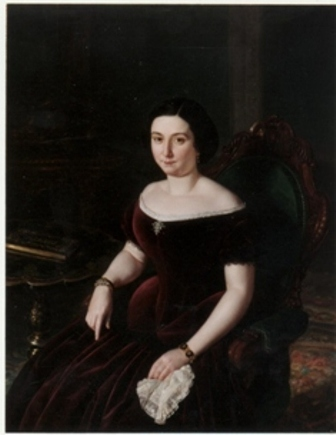
Señora Manyoses, 1856. Biblioteca Museo Víctor Balaguer.
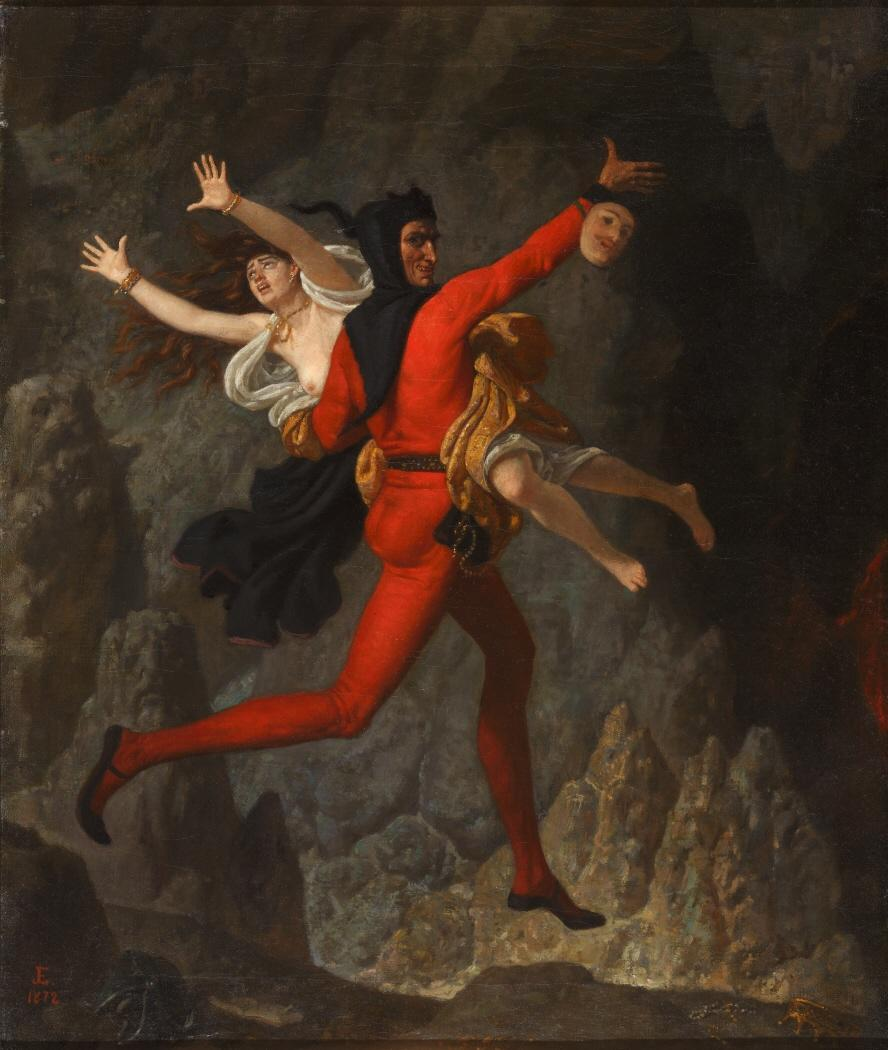
Mefistófeles, 1872. Museo del Romanticismo, Madrid.
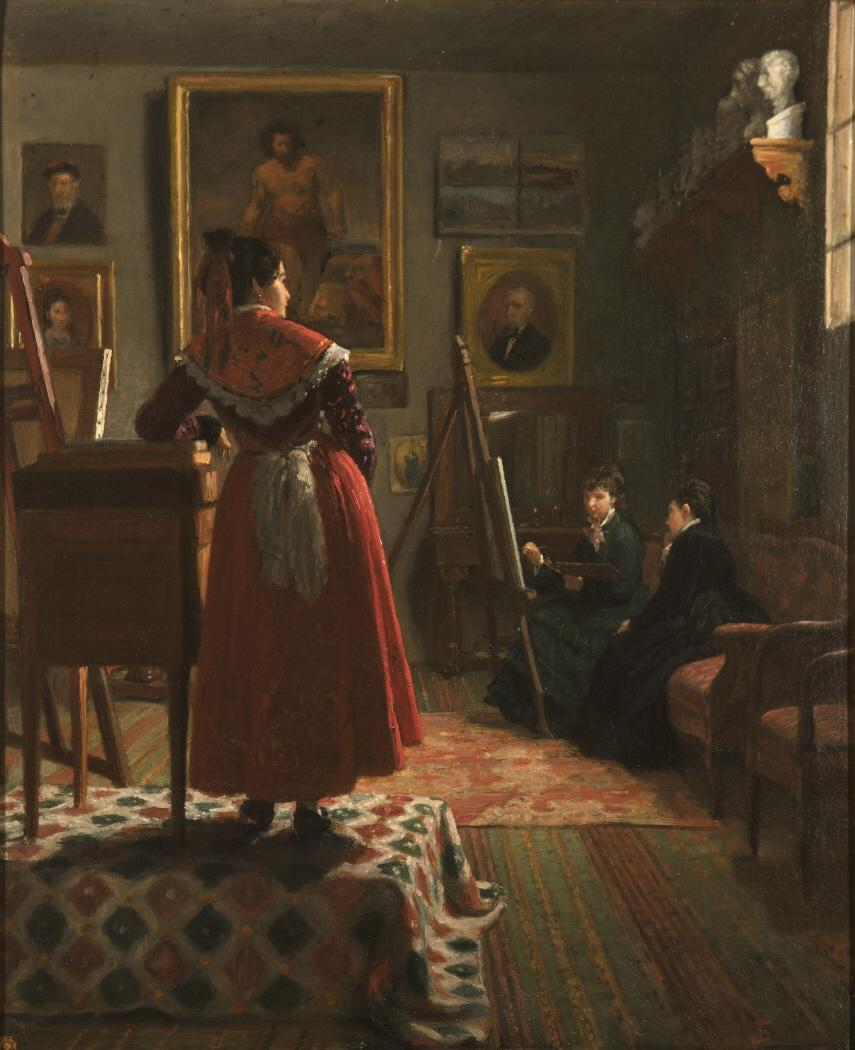
Joaquina Serrano pintando en el estudio de Espalter, hacia 1876. Museo del Romanticismo, Madrid.